# بلوانه
بلوانه (به انگلیسی: Ballowana) یک روستا در پاکستان است که در پنجاب واقع شده‌است.